# Брашеванівка
Брашеванівка (у 1940—2025 рр. — Поліно-Осипенкове) — село Знам'янської сільської громади, Березівський район, Одеська область в Україні. Населення становить 354 осіб.

## Історія
Під час Голодомору 1932—1933 років померло щонайменше 3 жителі села.
5 червня 2025 р. Верховна Рада проголосувала за повернення історичної назви села — Брашеванівка.

## Населення
Згідно з переписом 1989 року населення села становило 330 осіб, з яких 139 чоловіків та 191 жінка.
За переписом населення 2001 року в селі мешкало 350 осіб.

### Мова
Розподіл населення за рідною мовою за даними перепису 2001 року:
| Мова       | Відсоток |
| ---------- | -------- |
| українська | 95,48 %  |
| російська  | 2,26 %   |
| румунська  | 1,98 %   |
| болгарська | 0,28 %   |

## Відомі люди
Уродженцем села є Котов Анатолій Романович (1925—1993) — снайпер, повний кавалер ордена Слави.